# Fledermaus-Quadrille
Fledermaus-Quadrille (Quadriglia del Pipistrello) op. 363, è una quadriglia di Johann Strauss II.

## Storia
Il 1º maggio 1874, Strauß lasciò Vienna per cominciare una serie di concerti in Italia con l'orchestra tedesca "Julius Langenback".
La maggiore preoccupazione di Johann era quella di non avere il tempo necessario per comporre i brani derivanti della sua operetta "Die Fledermaus", e soltanto 3 dei 7 lavori previsti erano stati pubblicati, con grand fretta, dal suo editore Friedrich Schreiber.
Comunque la "Fledermaus-Quadrille" arrivò nelle sale il 13 maggio 1874. Il programma dei brani che Johann avrebbe suonato in Italia, tuttavia, non includeva questo brano che non venne mai eseguito durante il tour.
Da quando Schreiber pubblicò la quadriglia a maggio, la sua prima esecuzione ebbe luogo nella capitale austriaca soltanto nel giugno dello stesso anno. La "Fledermaus-Quadrille" presenta una successione delle più famose melodie della celebre operetta ed è articolata secondo i canoni della quadriglia viennese:
1. "Pantalon"
2. "Été"
3. "Poule"
4. "Trènis"
5. "Pastourelle"
6. "Finale"

La quadriglia fu uno dei maggiori successi nelle sale da ballo del XIX secolo.